# Nguyễn Hữu Khiếu
Nguyễn Hữu Khiếu (1915 - 2005) là nhà chính trị, nhà ngoại giao Việt Nam, Ủy viên Ban Chấp hành Trung ương Đảng khóa III, khóa IV, đại biểu Quốc hội khóa II, khóa III, khóa IV (1960-1975), đã từng giữ các chức vụ Bí thư Tỉnh ủy Thanh Hóa, Trưởng ban Nông nghiệp Trung ương, Bộ trưởng Bộ Lao động (1965-1974), Đại sứ đặc mệnh toàn quyền nước Việt Nam Dân chủ Cộng hòa tại Liên Xô, Bí thư Tỉnh ủy Bình Trị Thiên (3/1976-9/1976), Bí thư Ban Cán sự Đảng Ngoài nước.

## Tiểu sử
Nguyễn Hữu Khiếu còn có tên gọi khác là Thiện, sinh ngày 15 tháng 10 năm 1915.
Ông có quê quán ở xã Triệu An, huyện Triệu Phong, tỉnh Quảng Trị.

## Quá trình hoạt động cách mạng
Từ năm 1940 đến năm 1943, Nguyễn Hữu Khiếu bị thực dân Pháp giam tại nhà lao Đăk Mil (huyện Đắk Mil, tỉnh Đắc Nông).
Tháng 3 năm 1945 ông là Ủy viên Xứ ủy Ai Lao tại Lào.
Trong kháng chiến chống Pháp, ông làm Phó Bí thư Liên khu ủy Liên khu 4 kiêm Giám đốc Công an Liên khu IV.
Với cương vị Giám đốc Công an khu 4 Nguyễn Hữu Khiếu là người rất thương đồng đội, tin tưởng đồng đội. Ông rất hiểu và biết "dùng" cán bộ của mình để bố trí đúng người đúng việc vì lực lượng Công an Khu 4 lúc bấy giờ được ông tập hợp rất nhiều người ở nhiều ngành nghề tham gia, đại bộ phận là nhân viên còn rất trẻ. Ông biết "cài cắm" ai vào nhiệm vụ nào để hoàn thành nhiệm vụ tốt nhất. Trong lúc bộn bề công việc mà vẫn đạp xe hơn năm chục cây số, thay mặt nhà trai đi hỏi vợ cho cán bộ của mình. Anh em ốm đau, ông dặn dò hậu cần phải chăm lo tốt bữa ăn cho anh em.
Ông đã xây dựng lực lượng Công an Khu 4 trong sạch, vững mạnh, không có một cán bộ nào phạm sai lầm nghiêm trọng. Đặc biệt, ông rất quan tâm đào tạo cán bộ kế cận. Trong các cuộc họp giao ban của Ban giám đốc, ông đều mời lãnh đạo phòng, ban tới dự, cùng nghe chủ trương, cùng bàn biện pháp, lắng nghe ý kiến của anh em. Vì vậy, không khó khăn khi bố trí cán bộ thay thế.
Ông dặn dò của nhân viên dưới quyền: "Sự rèn luyện của người chiến sĩ cũng như rèn một cái dùi, lấy cái dùi ấy đâm vào vách đất, thì đừng vội tự mãn - phải rèn cho đến khi đem nó đâm vào tường vôi mà không bị quằn mũi".
Ông là người có tầm nhìn chiến lược, dự đoán được ngày hòa bình lập lại và trong khoảng thời gian ngắn ngủi đó tích cực, tranh thủ chuẩn bị lực lượng tình báo để tung vào hàng ngũ kẻ thù bằng nhiều con đường, chuẩn bị cho cuộc đấu tranh lâu dài. Nhiều cán bộ tình báo đã ở vị trí lãnh đạo, giữ trọng trách trong bộ máy của địch, biết cách dùng địch để địch mắc mưu ta, khiến chúng không lường được.

## Công tác chính quyền dân sự và ngoại giao
Sau năm 1954, ông tiếp tục giữ các cương vị quan trọng Đại biểu Quốc hội Việt Nam (Khóa II, Khóa III, Khóa IV), Bí thư Tỉnh ủy Thanh Hóa, Trưởng ban Nông nghiệp Trung ương, Bộ trưởng Bộ Lao động Việt Nam, Đại sứ Việt Nam Dân chủ Cộng hòa tại Liên Xô.
Năm 1960, tại Đại hội Đảng lần thứ 3, ông được bầu làm Ủy viên dự khuyết Ban Chấp hành Trung ương Đảng Cộng sản Việt Nam và làm Trưởng ban Nông nghiệp Trung ương.
Từ năm 1960 đến năm 1965, ông tham gia công tác Quốc hội, được bầu làm Ủy viên Ủy ban Thường vụ Quốc hội, Ủy viên Ủy ban Kế hoạch và Ngân sách . Ngày 11 tháng 10 năm 1965 Ủy ban Thường vụ Quốc hội ra Nghị quyết số 166 miễn nhiệm chức ủy viên Ủy ban Thường vụ Quốc hội cho ông để chuyển sang nhận nhiệm vụ ở Hội đồng Chính phủ.
Tháng 10 năm 1965, ông được bổ nhiệm giữ chức vụ Bộ trưởng Bộ Lao động, nay là Bộ Lao động - Thương binh và Xã hội thay ông Nguyễn Văn Tạo cho đến tháng 4 năm 1974. Người thay thế ông là ông Nguyễn Thọ Chân.
Từ tháng 3 năm 1974 đến tháng 3 năm 1976, ông được bổ nhiệm chức vụ Đại sứ Việt Nam Dân chủ Cộng hòa tại Liên Xô thay cho ông Võ Thúc Đồng theo Nghị quyết số 440 của Ủy ban Thường vụ Quốc hội. Năm 1975 ông còn kiêm thêm chức Đại sứ đặc mệnh toàn quyền của Việt Nam tại Afghanistan.
Từ ngày 6 tháng 3 năm 1976 đến tháng 9 năm 1976, ông là Bí thư Tỉnh ủy đầu tiên của tỉnh Bình Trị Thiên (Quảng Bình, Quảng Trị và Thừa Thiên). Đến tháng 10 ông Bùi San được Ban Bí thư Trung ương Đảng cử thay ông làm Bí thư Tỉnh ủy.
Tháng 12 năm 1976, tại Đại hội Đảng Cộng sản Việt Nam lần thứ IV, ông được bầu làm Ủy viên Trung ương Đảng khóa IV (1976 – 1982).
Từ năm 1976 đến năm 1980, ông tiếp tục làm Đại sứ Việt Nam tại Liên Xô lần thứ 2. Khi hết nhiệm kỳ, người thay thế là ông Nguyễn Hữu Mai.
Sau đó ông giữ chức vụ Bí thư Ban Cán sự Đảng ngoài nước cho đến khi nghỉ hưu.
Ông mất đột ngột tại Hà Nội vào ngày 1 tháng 1 năm 2005, không lâu sau lễ mừng thọ 90 tuổi.

## Gia đình
Nguyễn Hữu Vinh hay còn gọi là Anh Ba Sàm là con trai của ông.
Nguyễn Hữu Vinh sinh ngày 15/09/1956 ở Hà Nội. Là con út trong gia đình (anh cả Nguyễn Hữu Dũng, anh trai Nguyễn Hữu Thọ, chị gái Nguyễn Thị Hữu Thiện) có truyền thống cách mạng.